# 安田みらい
安田 みらい（やすだ みらい、1986年11月11日 - ）は、日本のAV女優。
身長：156cm 、スリーサイズ：B85・W58・H84。

## 略歴
2005年に『GO！GO！エロックス』でAVデビュー。

## 作品

### アダルトビデオ
- GO！GO！エロックス（2005年9月21日、h.m.p）
- まぢ！？濡れハメ★プライベート旅行（2005年10月21日、h.m.p）
- ブッチあげFUCKで飛んじゃうyo！（2005年11月21日、h.m.p）
- ザ 恥じらいBomb 4時間（2005年11月21日、ビデオバンク）
- h.m.pカウントダウン2005 BEST HIT Ranking TOP 100[総決算8時間★豪華2枚組]（2005年12月10日、ビデオバンク）
- セル初×ギリモザ セル初ギリギリモザイク（2006年1月19日、エスワン）
- h.m.p.ヒットアイドルサーチ ギャルでカワイイAV女優（2006年1月21日、ビデオバンク）
- ギリギリモザイク 誘惑♥キューティーコスFUCK（2006年2月7日、エスワン）
- Full Volume！ GOLD（2006年2月10日、ビデオバンク）
- ギリギリモザイク 小悪魔みらいの挑発セックス（2006年3月19日、エスワン）
- ザ 微乳Bomb 4時間（2006年5月21日、ビデオバンク）